# Caffè Le Giubbe Rosse

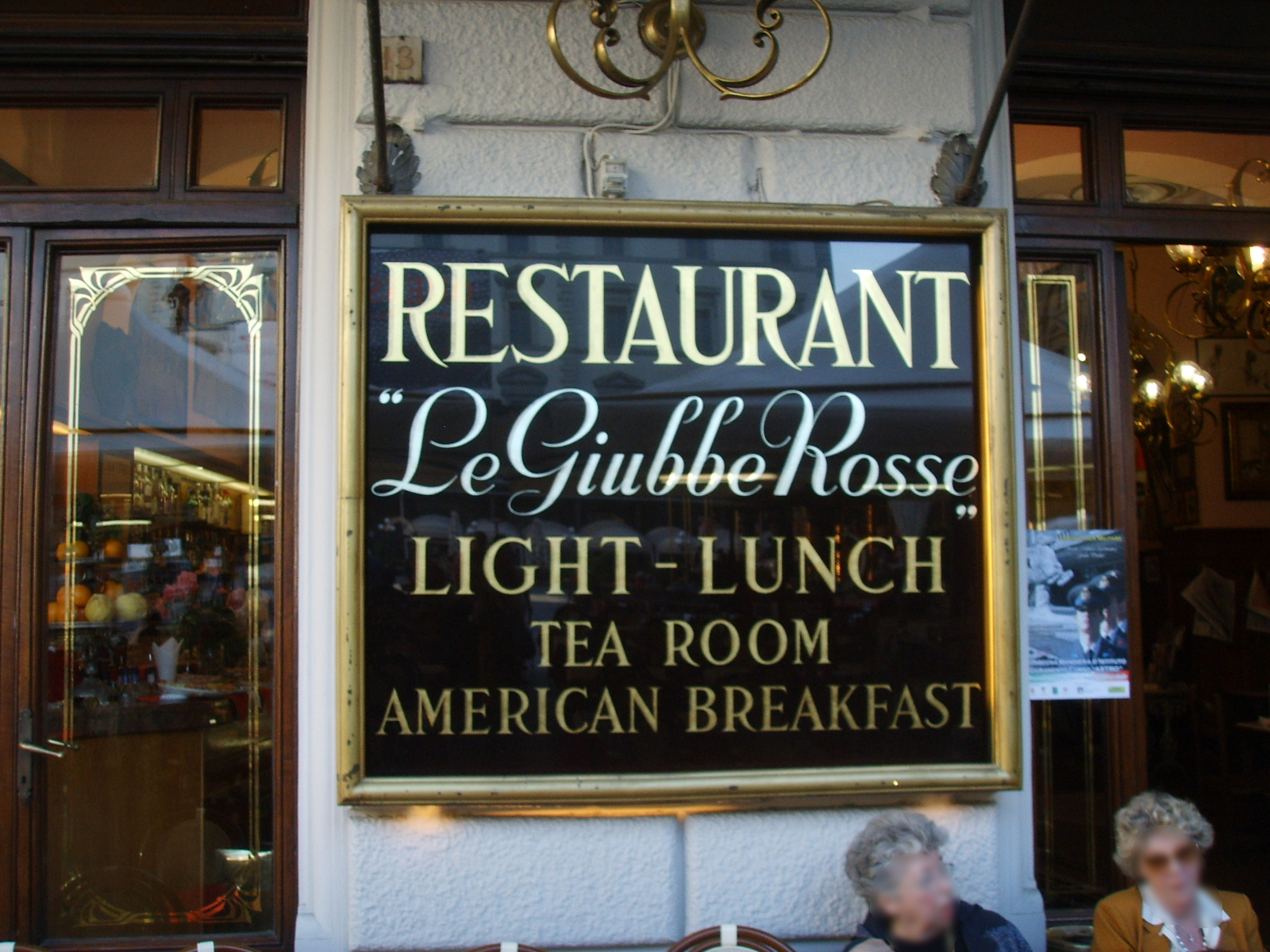
Le Giubbe Rosse

Le Caffè Le Giubbe Rosse (café Les Chemises rouges en référence aux Chemises rouges italiennes) est l'un des plus célèbres cafés de  Florence en Italie, situé sur la Piazza della Repubblica (Place de la République). 
Alberto Viviani a défini le café des Giubbe Rosse comme l'endroit « où le mouvement futuriste fleurit, lutta et s’étendit ».  
Les membres qui en ont fait partie ont voulu célébrer l’amour du péril, le courage, l’énergie. Ils ont voulu encourager à parcourir de nouvelles directions.
Beaucoup de poètes Ardengo Soffici, Giovanni Papini, Eugenio Montale, Filippo Tommaso Marinetti, Giuseppe Prezzolini ont discuté ici et ont créé dans ce café littéraire une grande partie de la littérature italienne du XXe siècle.  D’importantes revues comme Solaria et Lacerba doivent leur origine à ces poètes célèbres.

## Éditions duGiubbe Rosse
- Vol. 0 - Gli anni discontinui - Seduto al caffè con Rosai e Conti
- Vol. 1 - Leopoldo Paciscopi - Nel chiaror della luna
- Vol. 2 - AA.VV. - La letteratura italiana alla fine del Millennio
- Vol. 3 - AA.VV. - I cent’anni di Montale
- Vol. 4 - Marino Andorlini - L’Ansia delle vette
- Vol. 5 - Silvano Zoi - Il manuale dello scrittore
- Vol. 6 - Geno Pampaloni - Sul ponte tra novecento e duemila
- Vol. 7 - Vittorio Vettori - Il Giubileo letterario di Vittorio Vettori
- Vol. 8 - Alberta Bigagli - Olindo del fuoco
- Vol. 9 - Manlio Sgalambro - Opus Postumissimum
- Vol. 9 - L. Pignotti e E. Miccini - Poesie in azione
- Vol. 11 - Giovanni Lista - Lo sperma nero
- Vol. 12 - Mario Luzi - L’avventura della dualità
- Vol. 13 - Menotti Lerro - Ceppi Incerti
- Vol. 14 - Lorella Rotondi - La misura del canto
- Vol. 15 - Paolo Guzzi - Teatro e no
- Vol. 16 - Massimo Mori - Performer
- Vol. 17 - Leopoldo Paciscopi - Sogni e profezie dello schermo silenzioso

## Autres photos

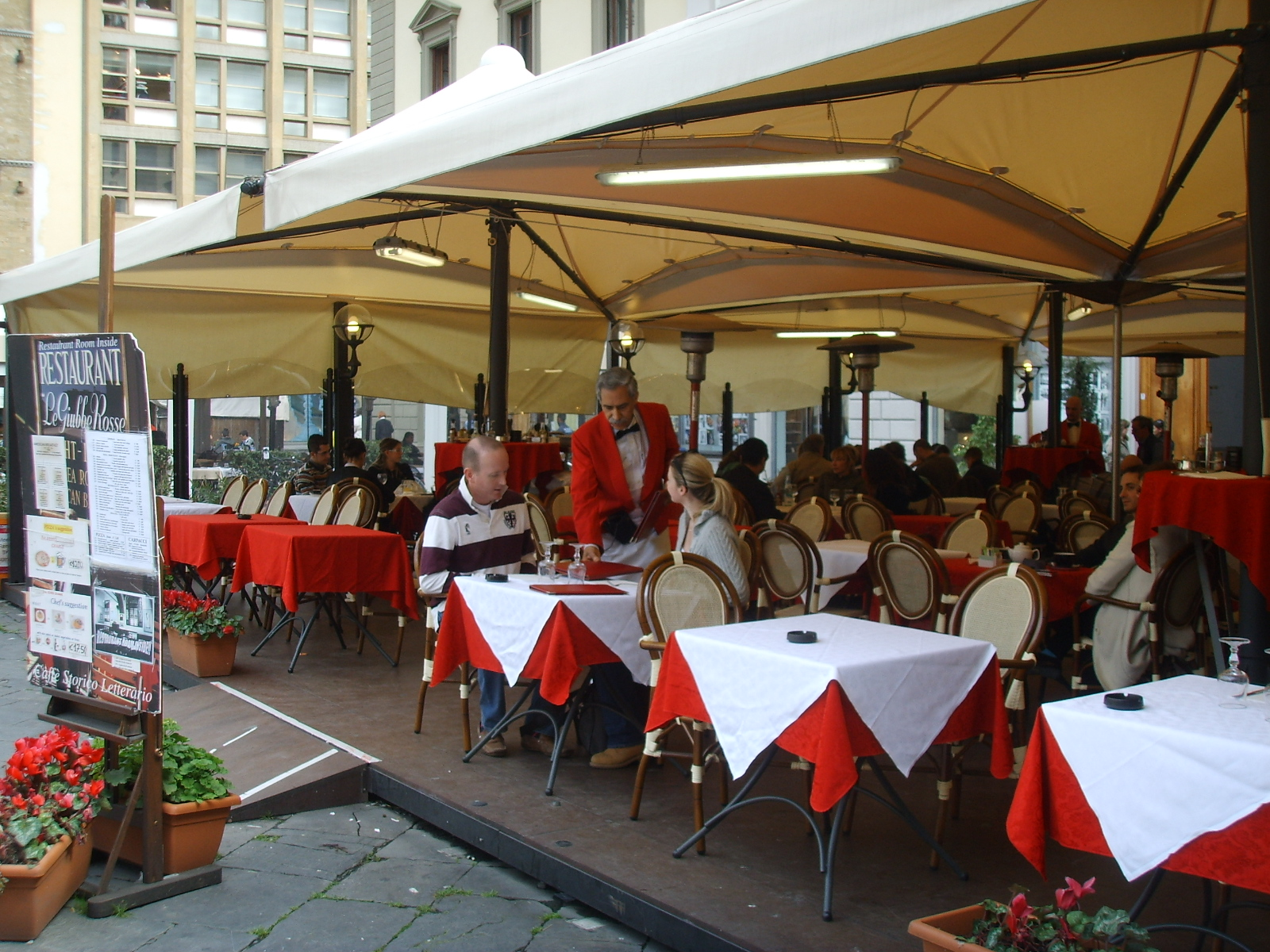
Serveur avec la chemise rouge
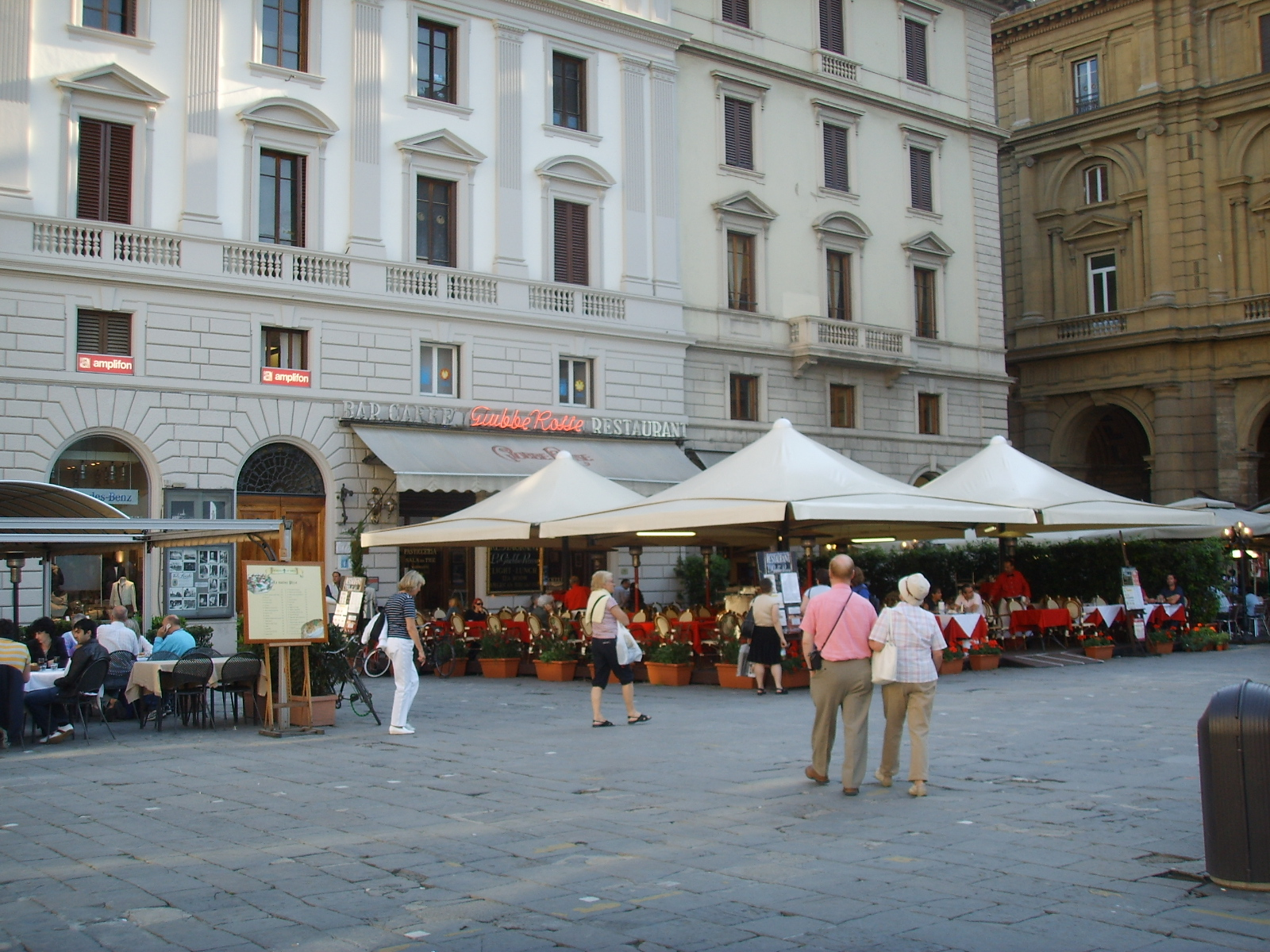
Extérieur
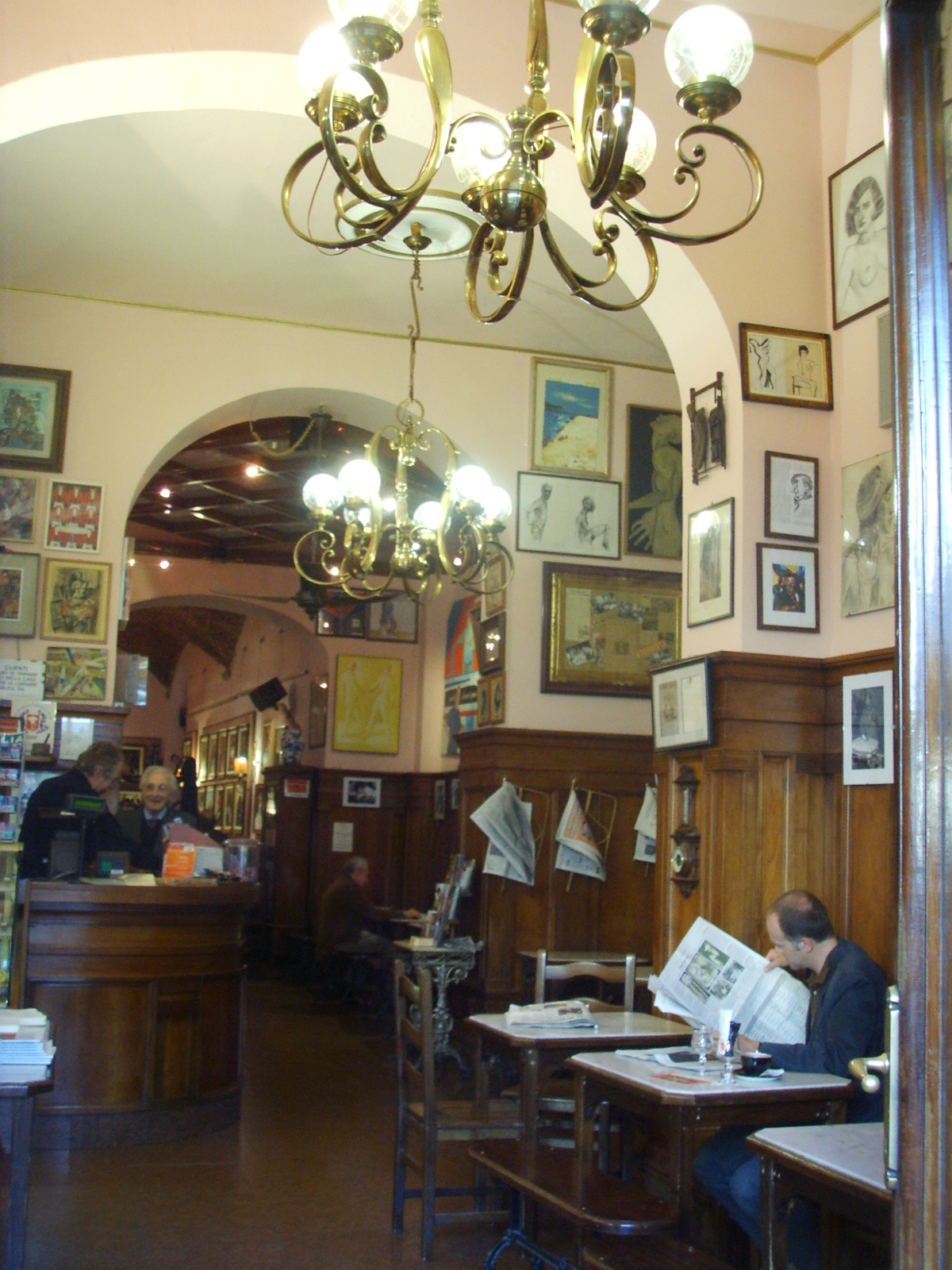
L'intérieur tapissé de dessins et de peintures